# Вереще-Дуже
Вереще-Дуже (пол. Wereszcze Duże) — село в Польщі, у гміні Рейовець Холмського повіту Люблінського воєводства. Населення — 387 осіб (2011).

## Історія
За даними етнографічної експедиції 1869—1870 років під керівництвом Павла Чубинського, у селі здебільшого проживали греко-католики, які розмовляли українською мовою.
У 1975—1998 роках село належало до Холмського воєводства.

## Демографія
Демографічна структура станом на 31 березня 2011 року:
|          | Загалом | Допрацездатний вік | Працездатний вік | Постпрацездатний вік |
| -------- | ------- | ------------------ | ---------------- | -------------------- |
| Чоловіки | 197     | 39                 | 134              | 24                   |
| Жінки    | 190     | 46                 | 102              | 42                   |
| Разом    | 387     | 85                 | 236              | 66                   |